# Esenguly
 Esenguly  è la città capoluogo dell'omonimo distretto situato nella provincia di Balkan, in Turkmenistan. La città è ubicata circa 22 metri sotto il livello del mare.